# Henrik Jonback
Henrik Jonback es un letrista, compositor, productor y músico sueco, ganador de dos Grammys y reconocido por trabajar, constantemtne, con el dúo sueco Bloodshy & Avant, con el que ha creado numerosas canciones para una variada gama de artistas, especialmente para la cantante estadounidense Britney Spears.

## Discografía

### 2003
- Rachel Stevens — Funky Dory — «Sweet Dreams My L.A. Ex»
- Rachel Stevens — Funky Dory — «Glide»
- Britney Spears — In the Zone — «Showdown»
- Britney Spears — In the Zone — «Toxic»

### 2004
- Britney Spears — Greatest Hits: My Prerogative — «My Prerogative»
- Britney Spears — Greatest Hits: My Prerogative — «I've Just Begun (Having My Fun)»
- Britney Spears — Greatest Hits: My Prerogative — «Do Somethin'»

### 2005
- Britney Spears — Chaotic — «Chaotic»
- Britney Spears — Chaotic — «Mona Lisa»
- Madonna — Confessions on a Dance Floor — «How High»
- Madonna — Confessions on a Dance Floor — «Like It or Not»

### 2007
- Britney Spears — Blackout — «Piece of Me»
- Britney Spears — Blackout — «Radar»
- Britney Spears — Blackout — «Freakshow»
- Britney Spears — Blackout — «Toy Soldier»
- Kylie Minogue — X — «Speakerphone»
- Kylie Minogue — X — «Nu-di-ty»

### 2008
- Jordin Sparks — Jordin Sparks — «Shy Boy»
- Jordin Sparks — Jordin Sparks — «Young and in Love»
- Britney Spears — Circus — «Unusual You»
- Britney Spears — Circus — «Phonography»
- Britney Spears — Circus — «Trouble»

### 2011
- Britney Spears — Femme Fatale — «How I Roll»
- Britney Spears — Femme Fatale — «Trip to Your Heart»